# مارفن أوغوستن
مارفن أوغوستن هو طاهي وشخصية أعمال وممثل فلبيني، ولد في 29 يناير 1979 في مانيلا في الفلبين.

## وصلات خارجية
- مارفن أوغوستن على موقع IMDb (الإنجليزية)
- مارفن أوغوستن على موقع ميوزك برينز (الإنجليزية)
- مارفن أوغوستن على موقع أول موفي (الإنجليزية)
- مارفن أوغوستن على موقع قاعدة بيانات الفيلم (الإنجليزية)